# 东陇镇
东陇镇，是中华人民共和国广东省揭阳市惠来县下辖的一个行政建制镇。

## 行政区划
东陇镇下辖以下地区：
葵中社区、寄陇村、东陇村、赤洲村、华房村、四凤村、钓石村、古巷村、华吴村、石洲村、北山村、苗海村和达三圩村。